# Centraal-Europa

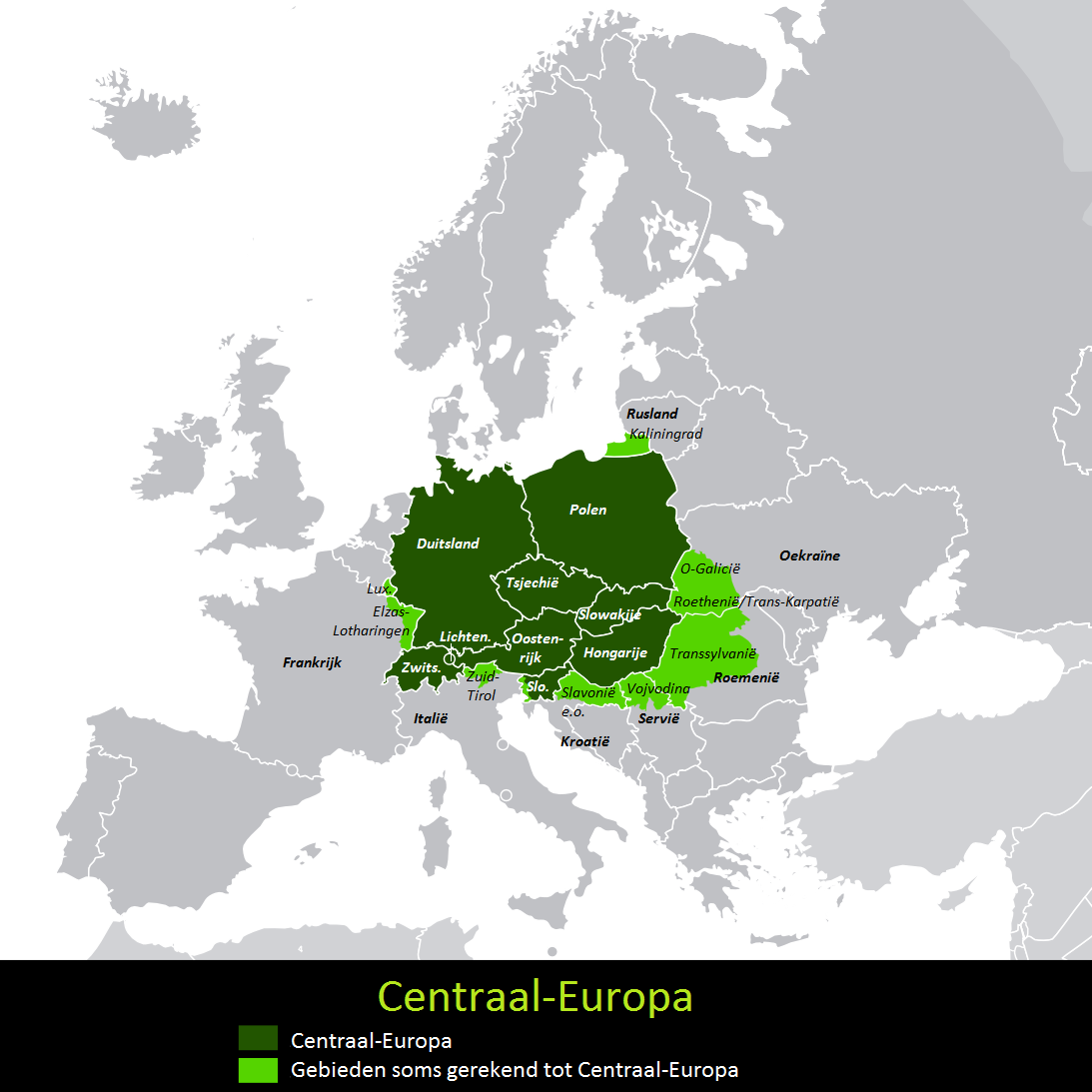
Centraal-Europa (groen), met in lichtgroen de gebieden die soms tot Centraal-Europa gerekend worden

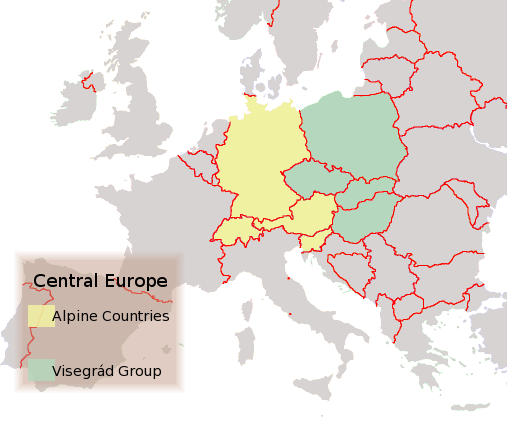
Alpenlanden
Visegrádgroep

Centraal-Europa of Midden-Europa is een gebied dat meerdere definities heeft gehad. Dit kan een historische, een etnische, een politieke of een geografische achtergrond hebben. In het begin van de 21e eeuw worden de volgende landen, van noord naar zuid, tot Centraal-Europa gerekend:
| - Duitsland - Oostenrijk - Zwitserland - Liechtenstein - Slovenië |  | Alpenlanden   |
| - Polen - Tsjechië - Slowakije - Hongarije                        |  | Visegrádgroep |

De begrenzing van Centraal-Europa is niet exact, maar gebruikelijk is dat in het westen de grens met de Benelux-landen en Frankrijk wordt gehanteerd, in het noorden de grens met Denemarken, in het oosten en zuidoosten de grens met de Oosters-Orthodoxie en de islam en in het zuiden de grens met Italië. Deze grenzen komen grotendeels overeen met het grondgebied in 1900 van het Duitse Keizerrijk, Oostenrijk-Hongarije, Zwitserland en Liechtenstein.
Sommige bronnen maken onderscheid tussen Midden-Europa en Centraal-Europa. Bij Midden-Europa bedoelt men Duitsland, Oostenrijk, Liechtenstein en Zwitserland. Bij Centraal-Europa worden soms Polen en Duitsland achterwege gelaten, evenals Zwitserland. Dat laatste komt voor een groot deel overeen met het vroegere Oostenrijk-Hongarije. Hierdoor zal men ook het trans-Karpatische deel van Oekraïne (Roethenië), het in Roemenië gelegen Transsylvanië, het in Kroatië gelegen Slavonië en het in Servië gelegen Vojvodina er bij kunnen rekenen. In al deze gebieden wonen Hongaarse minderheden.
De definitie over de exacte grootte van dit deel van Europa staat niet volledig vast.
Ten tijde van de Koude Oorlog werden Polen, Tsjecho-Slowakije en Hongarije ook wel tot Oost-Europa gerekend. Dit was meer een politieke dan een geografische indeling.
De Centraal-Europese geschiedenis, cultuur en gastronomie kent meer overeenkomsten, ondanks etnische, taalkundige en voormalige politieke tegenstellingen. Met uitzondering van Zwitserland en Liechtenstein horen sinds 2004 alle landen van Centraal-Europa bij de Europese Unie.

## Midden-Europese Tijd

In het rood: Midden-Europese Tijd

De volgende Europese landen gebruiken de Midden-Europese Tijd:
| - Albanië - Andorra - België - Bosnië en Herzegovina - Denemarken - Duitsland - Frankrijk (met uitzondering van de overzeese gebieden) - Hongarije - Italië - Kosovo - Kroatië - Liechtenstein - Luxemburg - Malta - Monaco | - Montenegro - Nederland (met uitzondering van Bonaire, Sint Eustatius en Saba) - Noord-Macedonië - Noorwegen (incl. Spitsbergen en Jan Mayen) - Oostenrijk - Polen - San Marino - Servië - Slovenië - Slowakije - Spanje (met uitzondering van de Canarische Eilanden) - Tsjechië - Vaticaanstad - Zweden - Zwitserland |